# Végh Balázs Béla
Végh Balázs Béla (Börvely, 1953. március 3.) erdélyi magyar irodalomtörténész, műfordító, egyetemi oktató.

## Életútja
Középiskolai tanulmányait a nagykárolyi Elméleti Líceumban végezte (1972). Érettségi után a börvelyi kollektív gazdaságban, majd műszaki alkalmazottként a szatmári Északi Színházban, 1976–77-ben kárpitosként a nagykárolyi Kisipari Szövetkezetben dolgozott. Ezt követően tudott csak egyetemre menni s szerzett magyar–német szakos tanári diplomát a BBTE bölcsészkarán (1981), ahol 2004-ben, Kanonizáció a kisebbségi irodalmakban c. dolgozatával elnyerte az irodalomtudományok doktora címet. Egyetemi évei alatt, 1979-ben a Napoca Universitară magyar oldalainak szerkesztője volt. Az egyetem elvégzése után tanár Selymesilosván (1981–84), Szamosdarán (1984–89), Börvelyben és Nagykárolyban (1999-ig). 1999-től óraadó tanár, 2000-től adjunktus a BBTE szatmárnémeti Tanítóképző és Angol Nyelv Főiskoláján, 2004-től előadótanár, a magyar tanszék vezetője. 2006-tól 2018-as nyugdíjazásáig oktatási igazgató.

## Szakirodalmi munkássága
1977 óta rendszeresen közöl irodalmi tanulmányokat, könyvismertetőket, kritikákat és műfordításokat az egyetemes magyar, a német és a romániai német irodalom köréből az Erdélyi Múzeum, A Hét, Helikon, Kelet–Nyugat, Korunk, Látó, Művelődés, Hitel, Regio, Valóság hasábjain.
2014 óta felelős szerkesztője a Szatmárnémetiben megjelenő Sugárút. Szatmári Műhely című negyedéves folyóiratnak.
Gondozásában jelentek meg:
- Csokonai Vitéz Mihály Válogatott versei (Kolozsvár, 1996); *Válogatásában a jelenkori egyetemes magyar költészetet átfogó kétkötetes antológia (Fél évszázad magyar költői. 1944–1994. Kolozsvár, 1998), mindkettő a Polis Könyvkiadó Remekírók Diákkönyvtára c. sorozatában);
- Előszót írt Makkai Sándor tanulmányköteteihez (Magyar fa sorsa. Kolozsvár, 2003, Erdélyi szemmel. Kolozsvár, 2006) és Fényi István Üzenet odaátra címmel kiadott posztumusz verskötetéhez (Kolozsvár, 2004).
- Kötetszerkesztései: Az egyenlőség esélyei. Módszertani és gyermekirodalmi tanulmányok (Stark Gabriellával), Nagyvárad-Szatmárnémeti, 2012. Istenkeresés az irodalomban. Szatmári Műveltség Tára sorozat, Szatmárnémeti, 2014. Téli ünnepi népszokások és néphagyományok a református magyaroknál és más felekezeteknél Szatmárban, Szatmári Műveltség Tára sorozat, Szatmárnémeti, 2014. 101 vers Szatmárról. Kolozsvár, 2014. Fényi István: Requiem provincialis. Kriterion, Kolozsvár, 2019.
- Társfordítója a romániai német prózaírók novelláiból Franz Hodjak által válogatott A folyosón c. kötetnek (Budapest, 1999).

## Önálló kötetei
- Magyar gyermek- és ifjúsági irodalom. Tanulmányi útmutató (főiskolai jegyzet, Szatmárnémeti 2001)
- Kanonizáció a kisebbségi irodalmakban (Kolozsvár, 2005. Erdélyi Tudományos Füzetek)
- Társszerzőként vett részt a Ghid pentru înţelegere interetnică (Kolozsvár, 2006) kiadásában
- A gyermekirodalom változatai (Kolozsvár, 2007. Ariadné Könyvek)
- Irodalmi horizontok – irodalmi kánonok. Tanulmányok (Csíkszereda 2009. Bibliotheca Transylvanica).
- Mezőfényi gyermekmondókák / Hiripi cigány népmesék. Didakt Debrecen, 2010
- Kalandozások a gyermekirodalomban. Savaria University Press, Szombathely, 2011
- Istenkeresés az irodalomban. Ady Endre, Bodor Ádám, Csúzy Zsigmond, József Attila, Móricz Zsigmond, Nagy Gáspár; szerk. Végh Balázs Béla; Reformátusok Szatmárért Közhasznú Egyesület–Profundis, Fábiánháza–Szatmárnémeti, 2014 (Szatmári műveltség tára)
- Téli ünnepi népszokások és néphagyományok a reformátusoknál és más felekezeteknél Szatmárban; szerk. Végh Balázs Béla; Reformátusok Szatmárért Közhasznú Egyesület, Fábiánháza, 2014 (Szatmári műveltség tára)
- 101 vers Szatmárról; vál. Végh Balázs Béla; Kriterion, Kolozsvár, 2014
- 101 vers Nagykárolyról. vál. Végh Balázs Béla, Kriterion, Kolozsvár, 2019
- Gyermekversek titkos kertje. Gyermekirodalmi tanulmányok, Kriterion, Kolozsvár, 2020

## Díjai
- Móricz Zsigmond-emlékérem (2018)